# Versend
Versend is een plaats (község) en gemeente in het Hongaarse comitaat Baranya. Versend telt 991 inwoners (2001).